# Gitta-Kristine Hennig
Gitta-Kristine Hennig (geb. Albert; * 1944 in Halle) ist eine deutsche Kunsthistorikerin.

## Leben
Hennig verbrachte ihre Kindheit in Podberesje bei Kimry in Russland als Tochter eines in der Aktion Ossawakim verschleppten Funkelektrikers der Siebel Flugzeugwerke. Sie absolvierte von 1965 bis 1969 die Fachschule für Bibliothekare und arbeitete von 1969 bis 1972 als Museumsassistentin, später als Leiterin der Kunstbibliothek am Museum für Bildende Künste Leipzig. Ein Fernstudium der Kunstgeschichte absolvierte sie 1976 bei Karl-Max Kober mit dem Thema „Selbstbildnisse der jüngeren Maler und Grafiker des Bezirkes Leipzig - eine Bestandsaufnahme“.
Mit der Übersiedlung nach Radebeul arbeitete sie freischaffend für das Kupferstichkabinett Dresden. In der Galerie West in Dresden-Löbtau kuratierte sie Ausstellungen. Die von ihr betreute erste Ausstellung des Malers Hartwig Ebersbach außerhalb seines Wohnortes Leipzig wurde auf Veranlassung des Ministeriums für Staatssicherheit nach der Eröffnung wieder geschlossen.
Hennig hielt Eröffnungsreden zu Ausstellungen zeitgenössischer Künstler (u. a. Claus Weidensdorfer, Gunter Hermann, Konrad Maass, Wolfgang Kühne und Bärbel Kuntsche) und verfasste Rezensionen von Kunstausstellungen für die lokale Tagespresse. Von 1985 bis 1989 bearbeitete sie schriftliche Nachlässe von bildenden Künstlern (u. a. Fritz Tröger und Karl Kröner) an der Sächsischen Landesbibliothek.
In der Wendezeit war sie für die Abteilung Auftragswesen des Büros für Bildende Kunst beim Rat der Stadt Dresden tätig und setzte später ihre Arbeit im dortigen Kulturamt fort. Im Zusammenhang mit dem Wiederaufbau der Dresdner Frauenkirche transkribierte sie die historischen Bauakten im Hauptstaatsarchiv Dresden.
Der Ehe mit dem Maler und Grafiker Hans-Joachim Hennig entstammt der Sohn Sebastian Hennig, der ebenfalls als Bildender Künstler und Kulturpublizist tätig ist.

## Publikationen (Auswahl)
- Bärbel Kuntsche, Katalogheft des Klubs der Intelligenz Pablo Neruda, Karl-Marx-Stadt, 1985
- Bilanz 83 bis 86, Hahn, Hein, Heyne, Maasdorf, Tredafilov, Faltblatt der Galerie Nord Dresden, 1986
- Bilder von Wolfgang Kühne, in Sächsische Neueste Nachrichten, 28. Juni 1989
- Traumtänzer mit Herz: Der Maler Reinhard Sandner, in Kunst in der DDR, Kiepenheuer & Witsch, 1990[7]
- Handzeichnungen und Kleinplastik, Katalog zur Ausstellung des Dresdner Künstlerbund in der Galerie Rähnitzgasse Dresden, 1992
- Der Verlauf der Bautätigkeit an der Frauenkirche in den Jahren 1724-1727, in Die Dresdner Frauenkirche, Jahrbuch zu ihrer Geschichte und zu ihrem archäologischen Wiederaufbau, Band 1, Verlag Hermann Böhlaus Nachfolger Weimar, 1995
- Der Verlauf der Bautätigkeit an der Frauenkirche in den Jahren 1728-1729, in Die Dresdner Frauenkirche, Jahrbuch zu ihrer Geschichte und zu ihrem archäologischen Wiederaufbau, Band 2, Verlag Hermann Böhlaus Nachfolger Weimar, 1996
- Der Verlauf der Bautätigkeit an der Frauenkirche in den Jahren 1730-1732, in Die Dresdner Frauenkirche, Jahrbuch zu ihrer Geschichte und zu ihrem archäologischen Wiederaufbau, Band 3, Verlag Hermann Böhlaus Nachfolger Weimar, 1997
- Der Verlauf der Bautätigkeit an der Frauenkirche in den Jahren 1733-1736, in Die Dresdner Frauenkirche, Jahrbuch zu ihrer Geschichte und zu ihrem archäologischen Wiederaufbau, Band 4, Verlag Hermann Böhlaus Nachfolger Weimar, 1998
- mit J. Lambrecht, Ch. Weiss und Wolfram Jäger Die Armierungseisen der Dresdner Frauenkirche in Die Dresdner Frauenkirche, Jahrbuch zu ihrer Geschichte und zu ihrem archäologischen Wiederaufbau, Band 4, Verlag Hermann Böhlaus Nachfolger Weimar, 1998
- Gestalt und Schicksal des Grabmales George Bährs in Die Dresdner Frauenkirche, Jahrbuch zu ihrer Geschichte und zu ihrem archäologischen Wiederaufbau, Band 4, Verlag Hermann Böhlaus Nachfolger Weimar, 1998
- Die Bauplastik am Außenbau und die bildhauerischen Auszierungen im Innenraum der Frauenkirche zu Dresden durch den Bildhauer Johann Christian Feige d. Ä., 1. Teil in Die Dresdner Frauenkirche, Jahrbuch zu ihrer Geschichte und zu ihrem archäologischen Wiederaufbau, Band 5, Verlag Hermann Böhlaus Nachfolger Weimar, 1999
- Die Bauplastik am Außenbau und die bildhauerischen Auszierungen im Innenraum der Frauenkirche zu Dresden durch den Bildhauer Johann Christian Feige d. Ä., 2. Teil in Die Dresdner Frauenkirchein Die Dresdner Frauenkirche, Jahrbuch zu ihrer Geschichte und zu ihrem archäologischen Wiederaufbau, Band 6, Verlag Hermann Böhlaus Nachfolger Weimar, 2000